# Cononedys inornata
Cononedys inornata är en tvåvingeart som först beskrevs av Greathead 1967.  Cononedys inornata ingår i släktet Cononedys och familjen svävflugor. Inga underarter finns listade i Catalogue of Life.